# Auburn 851 Speedster
Auburn 851 Speedster – samochód sportowy, marki Auburn, produkowany w roku 1935.

## Historia
Zaprezentowany w 1934 roku Auburn 851 Speedster, z nadwoziem zaprojektowanym przez Gordona Buehringa wzbudził powszechną sensację. 
Jak się okazało samochód ten był nie tylko piękny, ale i oryginalny. Długie, dwudrzwiowe, dwumiejscowe nadwozie typu Boattail (ang.: kadłub łodzi), nie posiadało klapy bagażnika, lecz jedynie małe drzwiczki za prawymi drzwiami, skrywające schowek na kije do gry w golfa. 
Napisy Super-charged na pokrywach długiej maski oznaczały, że skrywała ona doładowany silnik ośmiocylindrowy o pojemności 4,5 l. osiągający moc 150 KM. Kierowca sportowy Ab Jenkins osiągnął nim prędkość 161 km/h, czyli magiczne 100 mil na godzinę, o czym informowały stosowne plakietki. 
Sprzedano około 5000 sztuk tego modelu. W następnym roku zmieniono nazwę na Auburn 852 Speedster, którego sprzedaż wyniosła już tylko 1850 sztuk.